# Dallon
Dallon est une commune française située dans le département de l'Aisne en région Hauts-de-France.

## Géographie

### Localisation
Dallon est un village du Vermandois jouxtant par le sud-ouest la ville de Saint-Quentin.
Elle se trouve donc dans l'aire d'attraction de Saint-Quentin ainsi que dans l'unité urbaine, dans la zone d'emploi et dans le bassin de vie de cette ville
.

### Communes limitrophes
Les communes limitrophes sont  Castres, Fontaine-lès-Clercs, Francilly-Selency, Grugies, Saint-Quentin et Savy.
|                     | Francilly-Selency | Saint-Quentin |
| Savy                | Dallon            | Gauchy        |
| Fontaine-lès-Clercs | Castres (Aisne)   |               |

### Géologie et relief
La superficie de la commune est de 5,81 km2 ; son altitude varie de 67  à   121 mètres.

### Hydrographie

#### Réseau hydrographique
La commune est située dans le bassin Artois-Picardie. Elle est drainée par la Somme la rivière, le canal de St-Quentin vers la Somme le canalisée et divers autres petits cours d'eau.
La Somme est un fleuve du nord de la France, en région Hauts-de-France, qui traverse les deux départements de l'Aisne et de la Somme. Il prend sa source dans la commune de Fonsomme et se jette  dans la Manche par la baie de Somme entre Le Crotoy et Saint-Valery-sur-Somme.
Le canal de Saint-Quentin, long de 92,5 km, assure la jonction entre l'Oise, la Somme et l'Escaut et met en relation le Bassin parisien, le Nord de la France et la Belgique.

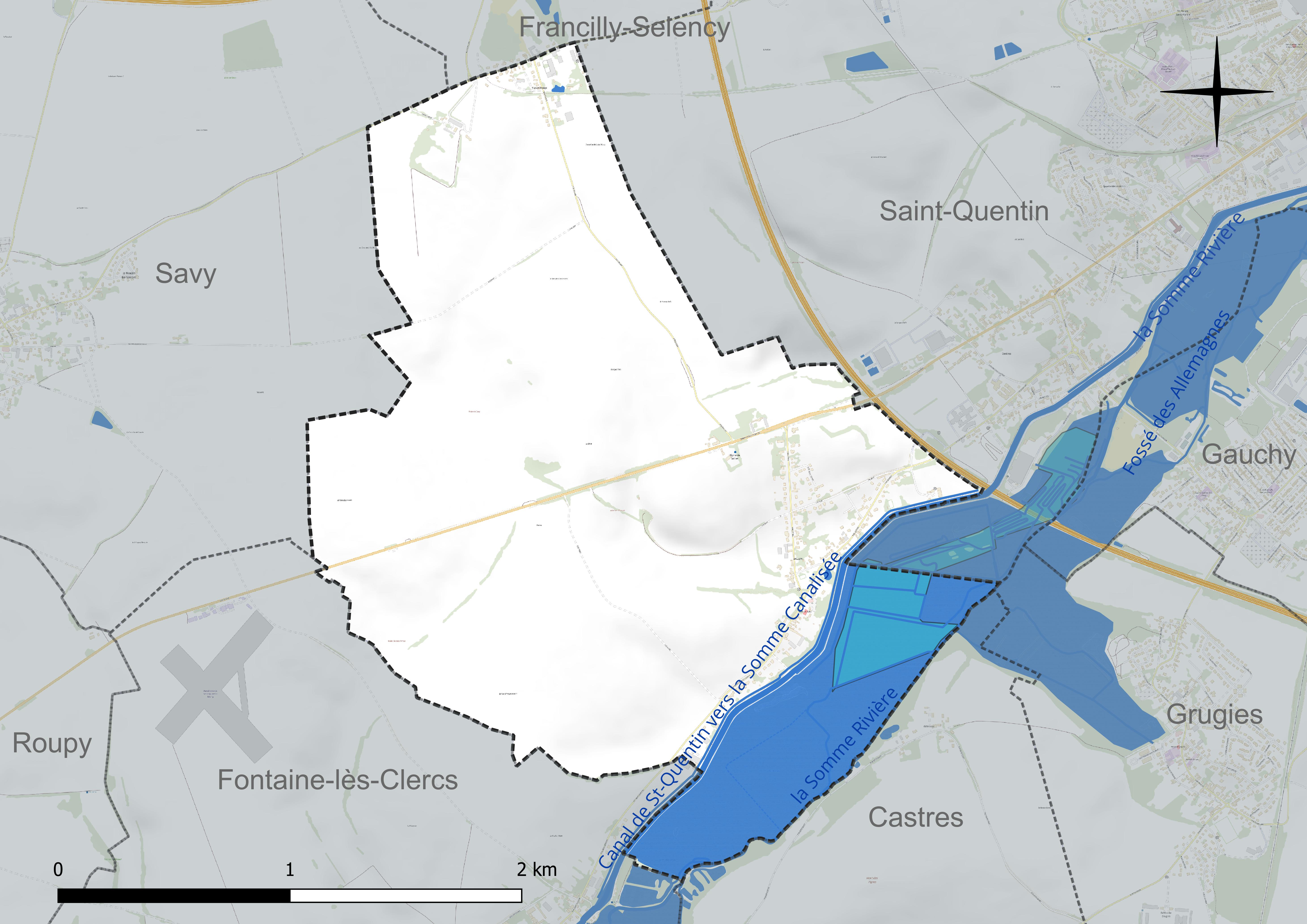
Carte hydrographique de la commune.
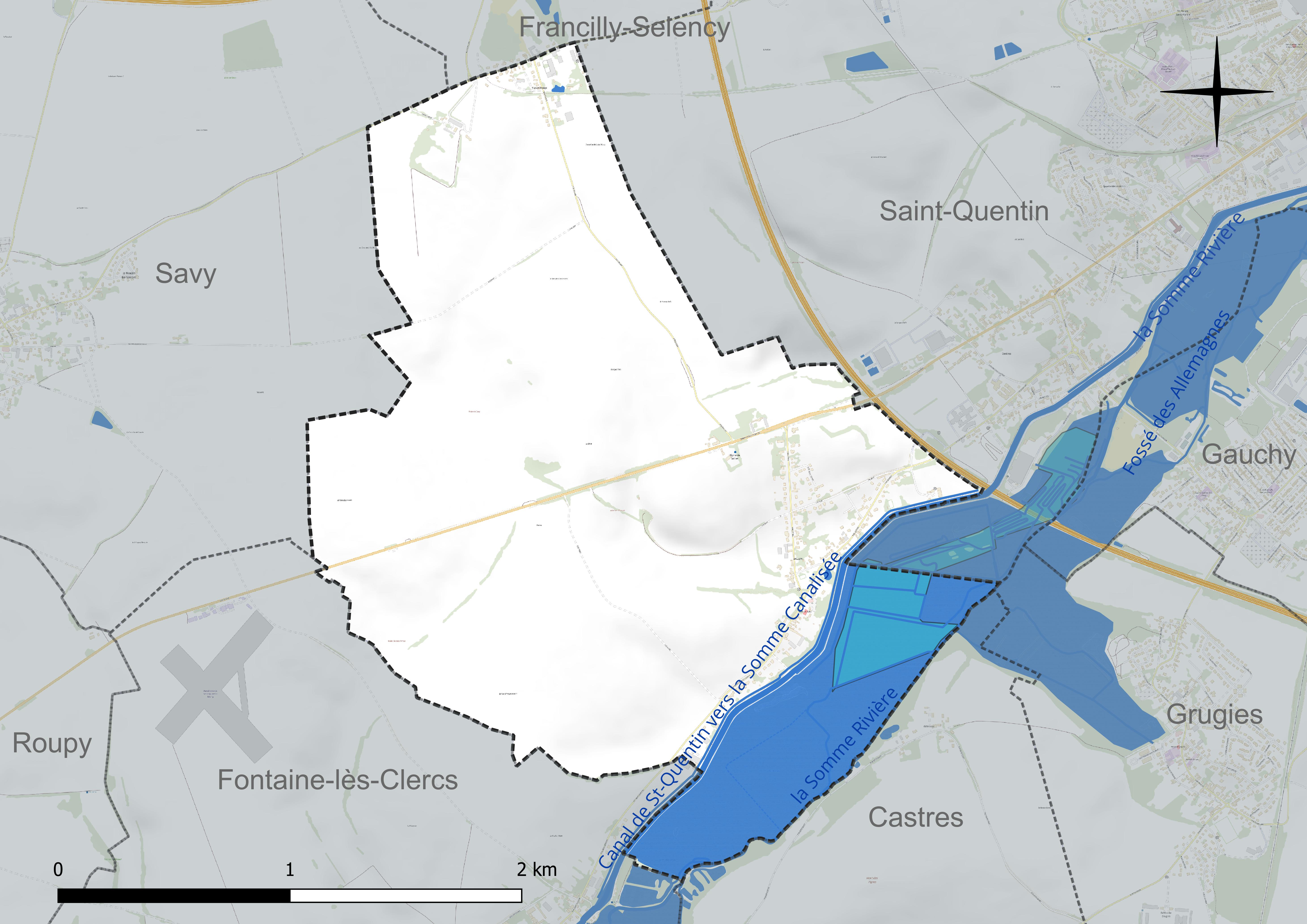
Réseau hydrographique de Dallon.

#### Gestion et qualité des eaux
Le territoire communal est couvert par le schéma d'aménagement et de gestion des eaux (SAGE) « Haute Somme ». Ce document de planification concerne un territoire de 1 798 km2 de superficie, délimité par le bassin versant de la Haute Somme est constitué d'un réseau hydrographique complexe de cours d'eau, de marais, d'étangs et de canaux. Le périmètre a été arrêté le 21 avril 2006 et le SAGE proprement dit a été approuvé le 15 juin 2017. La structure porteuse de l'élaboration et de la mise en œuvre est le syndicat mixte d'aménagement hydraulique du bassin versant de la Somme (AMEVA).
La qualité des cours d'eau peut être consultée sur un site dédié géré par les agences de l'eau et l'Agence française pour la biodiversité.

### Climat
Pour des articles plus généraux, voir Climat des Hauts-de-France et Climat de l'Aisne.
En 2010, le climat de la commune est de type climat océanique dégradé des plaines du Centre et du Nord, selon une étude du CNRS s'appuyant sur une série de données couvrant la période 1971-2000. En 2020, Météo-France publie une typologie des climats de la France métropolitaine dans laquelle la commune est dans une zone de transition entre le climat océanique et le climat océanique altéré et est dans la région climatique Nord-est du bassin Parisien, caractérisée par un ensoleillement médiocre, une pluviométrie moyenne régulièrement répartie au cours de l'année et un hiver froid (3 °C).
Pour la période 1971-2000, la température annuelle moyenne est de 10,4 °C, avec une amplitude thermique annuelle de 15,1 °C. Le cumul annuel moyen de précipitations est de 697 mm, avec 11,3 jours de précipitations en janvier et 8,8 jours en juillet. Pour la période 1991-2020, la température moyenne annuelle observée sur la station météorologique la plus proche, située sur la commune de Fontaine-lès-Clercs à 2 km à vol d'oiseau, est de 10,8 °C et le cumul annuel moyen de précipitations est de 683,4 mm,. Pour l'avenir, les paramètres climatiques de la commune estimés pour 2050 selon différents scénarios d'émission de gaz à effet de serre sont consultables sur un site dédié publié par Météo-France en novembre 2022.

## Urbanisme

### Typologie
Au 1er janvier 2024, Dallon est catégorisée commune rurale à habitat dispersé, selon la nouvelle grille communale de densité à 7 niveaux définie par l'Insee en 2022.
Elle appartient à l'unité urbaine de Saint-Quentin, une agglomération intra-départementale dont elle est une commune de la banlieue,.
Par ailleurs la commune fait partie de l'aire d'attraction de Saint-Quentin, dont elle est une commune de la couronne,. Cette aire, qui regroupe 120 communes, est catégorisée dans les aires de 50 000 à moins de 200 000 habitants,.

### Occupation des sols

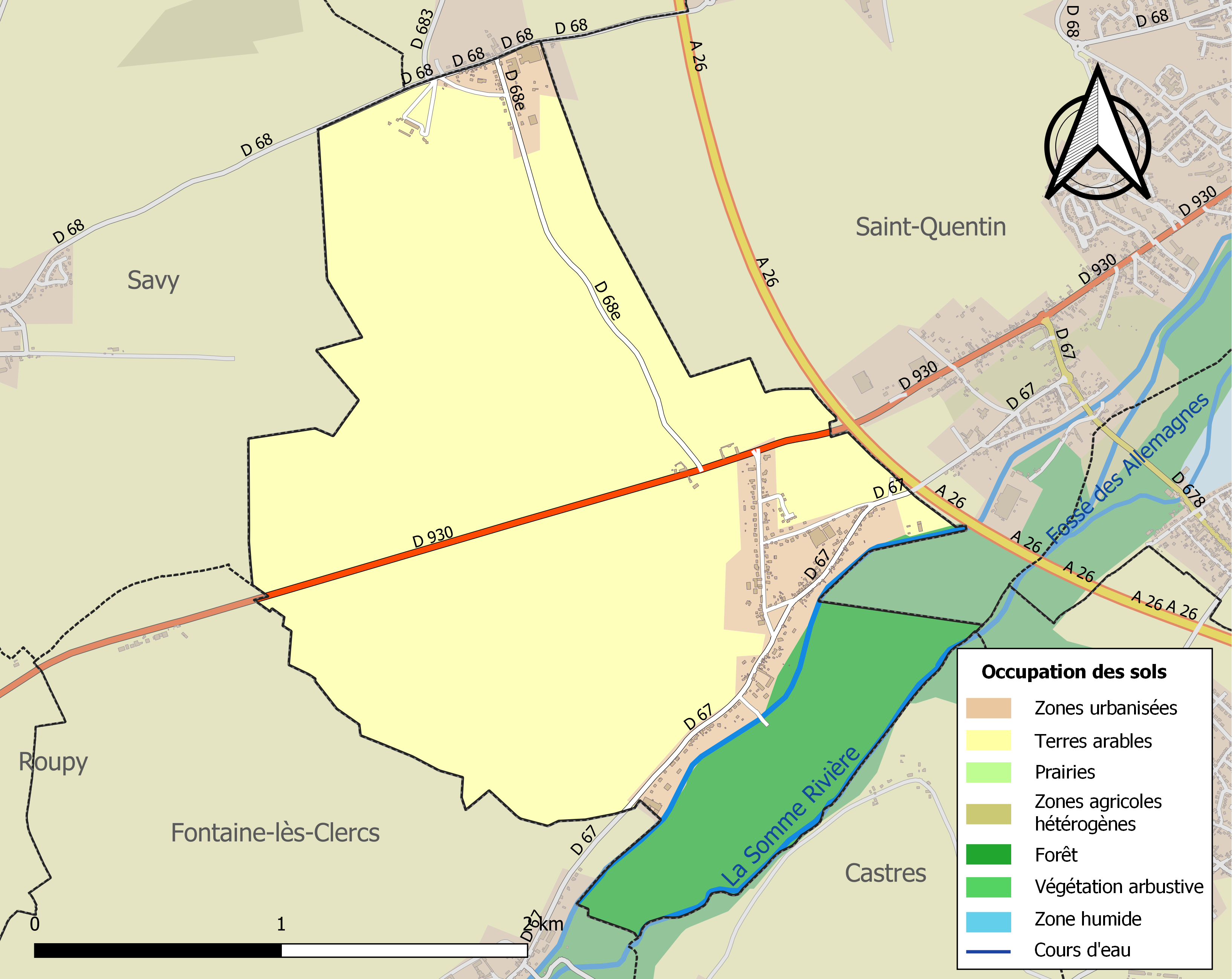
Carte des infrastructures et de l'occupation des sols de la commune en 2018 (CLC).

L'occupation des sols de la commune, telle qu'elle ressort de la base de données européenne d'occupation biophysique des sols Corine Land Cover (CLC), est marquée par l'importance des territoires agricoles (77,6 % en 2018), une proportion identique à celle de 1990 (77,6 %).
La répartition détaillée en 2018 est la suivante : terres arables (77,6 %), forêts (13,7 %), zones urbanisées (8,7 %).
L'évolution de l'occupation des sols de la commune et de ses infrastructures peut être observée sur les différentes représentations cartographiques du territoire : la carte de Cassini (XVIIIe siècle), la carte d'état-major (1820-1866) et les cartes ou photos aériennes de l'IGN pour la période actuelle (1950 à aujourd'hui).

### Habitat et logement
En 2021, le nombre total de logements dans la commune était de 194, alors qu'il était de 188 en 2016 et de 168 en 2011.
Parmi ces logements, 93,7 % étaient des résidences principales, 1 % des résidences secondaires et 5,2 % des logements vacants. Ces logements étaient pour 97,9 % d'entre eux des maisons individuelles et pour 0,5 % des appartements.
Le tableau ci-dessous présente la typologie des logements à Dallon en 2021 en comparaison avec celle de l'Aisne et de la France entière. Une caractéristique marquante du parc de logements est ainsi la faible proportion des résidences secondaires et logements occasionnels (1 %) par rapport au département (3,4 %) et à la France entière (9,7 %).
| Typologie                                               | Dallon | Aisne | France entière |
| ------------------------------------------------------- | ------ | ----- | -------------- |
| Résidences principales (en %)                           | 93,7   | 86,7  | 82,2           |
| Résidences secondaires et logements occasionnels (en %) | 1      | 3,4   | 9,7            |
| Logements vacants (en %)                                | 5,2    | 9,9   | 8,1            |

## Toponymie

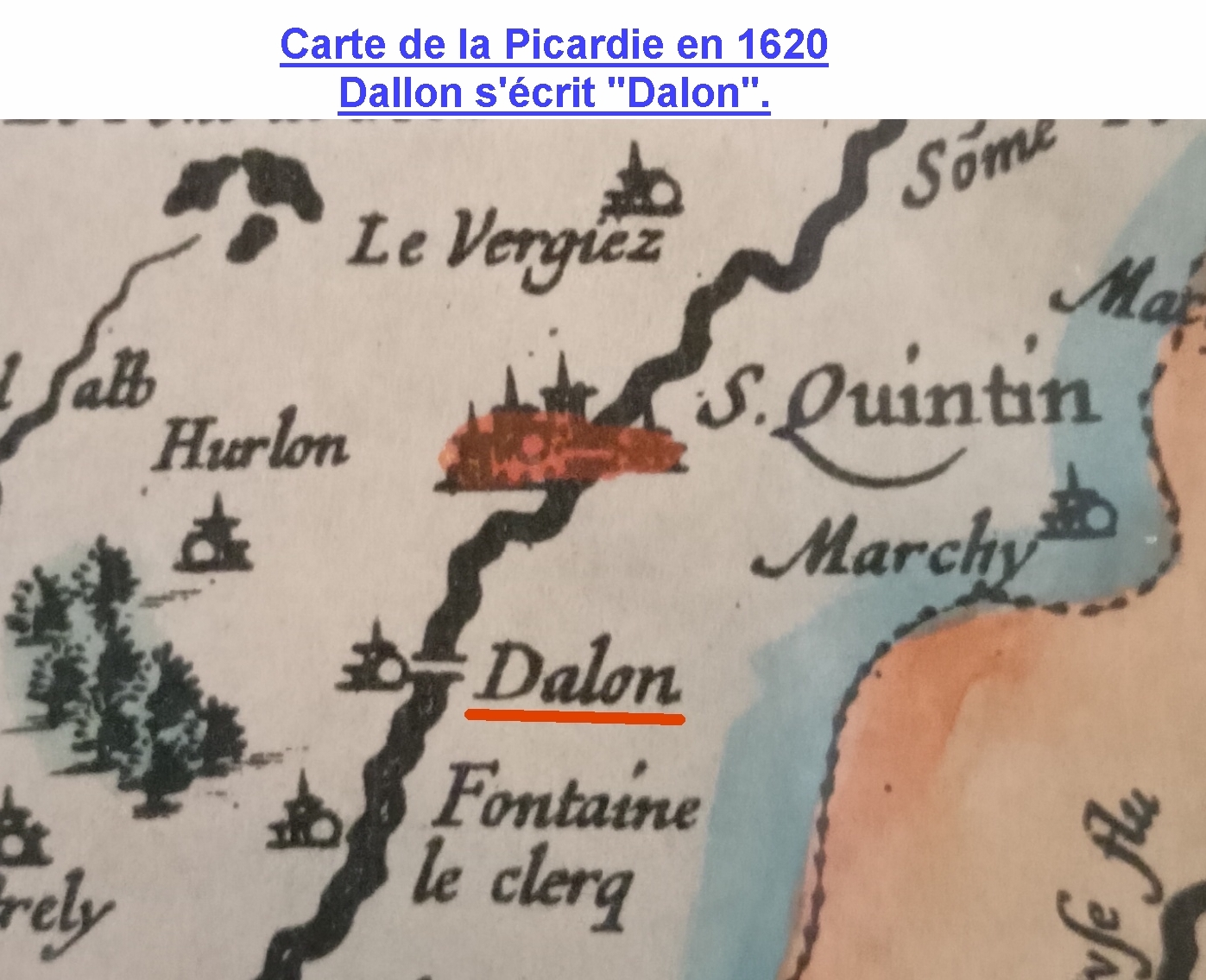
Carte de la Picardie de 1620 - Dalon.

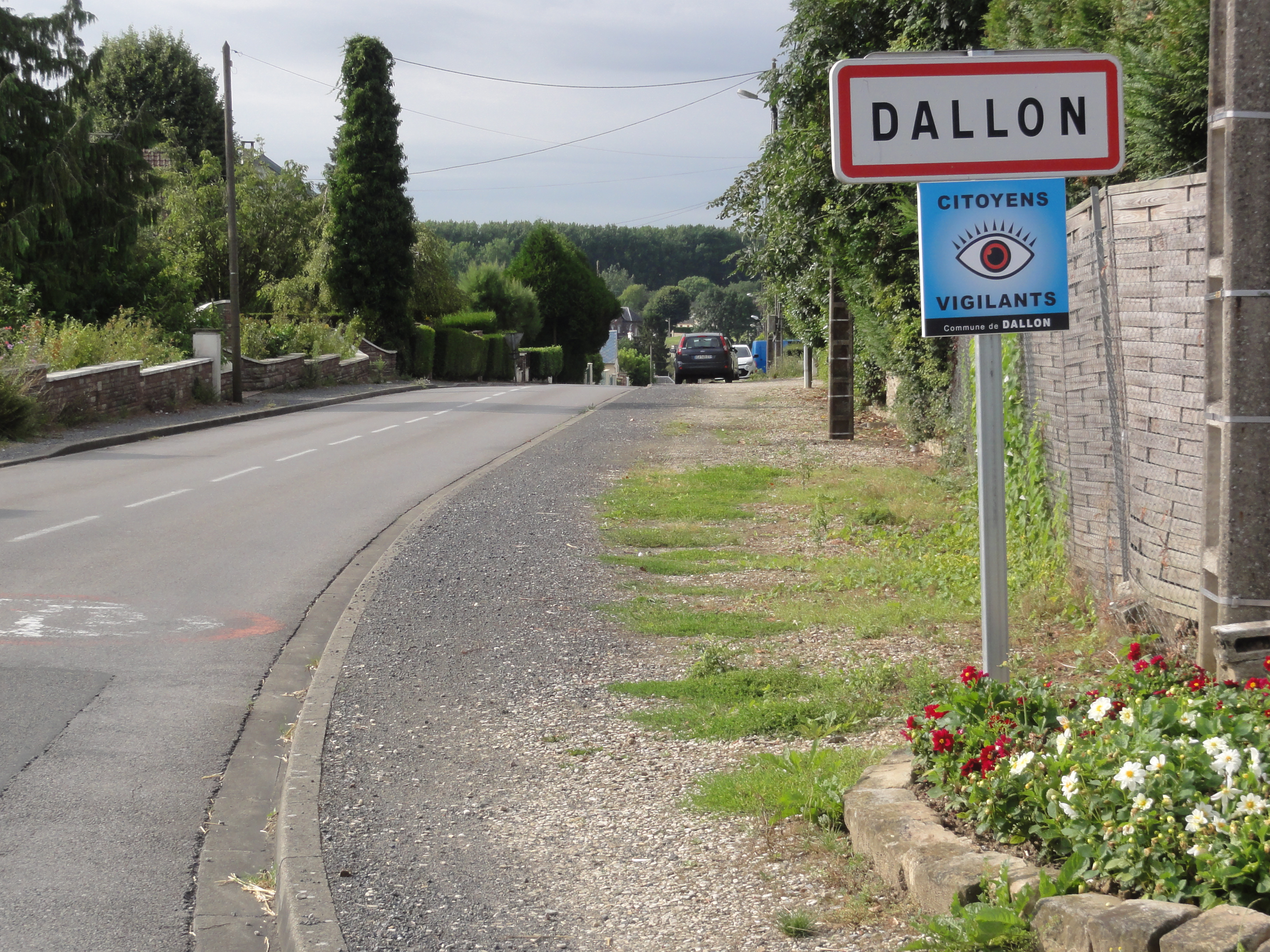

Le nom de la localité est attesté sous les formes Dalon (1153) ; Saint-Médard-de-Dalon (1670) ; Dallons (1694).

## Politique et administration

La communauté d'agglomération du Saint-Quentinois dans le département de l'Aisne.

### Rattachements administratifs et électoraux

#### Rattachements administratifs
La commune se trouve dans l'arrondissement de Saint-Quentin du département de l'Aisne.
Elle faisait partie depuis 1801 du canton de Saint-Simon. Dans le cadre du redécoupage cantonal de 2014 en France, cette circonscription administrative territoriale a disparu, et le canton n'est plus qu'une circonscription électorale.

#### Rattachements électoraux
Pour les élections départementales, la commune fait partie depuis 2014 du canton de Ribemont.
Pour l'élection des députés, elle fait partie de la deuxième circonscription de l'Aisne.

### Intercommunalité
Dallon faisait partie de la communauté de communes du canton de Saint-Simon (C32S), un établissement public de coopération intercommunale (EPCI) à fiscalité propre créé fin 1994 et auquel la commune avait transféré un certain nombre de ses compétences, dans les conditions déterminées par le code général des collectivités territoriales.
Dans le cadre des dispositions de la loi portant nouvelle organisation territoriale de la République (Loi NOTRe) du 7 août 2015, qui prévoit que les établissements publics de coopération intercommunale (EPCI) à fiscalité propre doivent avoir un minimum de 15 000 habitants (sous réserve de certaines dérogations bénéficiant aux territoires de très faible densité), le préfet de l'Aisne a adopté un nouveau schéma départemental de coopération intercommunale par arrêté du 30 mars 2016 qui prévoit notamment la fusion de la  communauté de communes du canton de Saint-Simon et de la communauté d'agglomération de Saint-Quentin, aboutissant au regroupement de 39 communes comptant 83 287 habitants.
Cette fusion est intervenue le 1er janvier 2017, et la commune est désormais membre de la communauté d'agglomération du Saint-Quentinois.

### Liste des maires
| Période                                  | Période        | Identité       | Étiquette | Qualité                                                                           |
| ---------------------------------------- | -------------- | -------------- | --------- | --------------------------------------------------------------------------------- |
| Les données manquantes sont à compléter. |                |                |           |                                                                                   |
|                                          |                |                |           |                                                                                   |
| avant 1988                               |                | Hubert Brunel  |           |                                                                                   |
|                                          |                |                |           |                                                                                   |
| mars 2001                                | mai 2020       | Myriam Hartog, | DVD       | Commerçante retraitée dans le textile à Saint-Quentin                             |
| mai 2020                                 | septembre 2024 | Gérard Felbacq |           | Profession intermédiaire de la santé et du travail social Mort en cours de mandat |

## Population et société

### Démographie
L'évolution du nombre d'habitants est connue à travers les recensements de la population effectués dans la commune depuis 1793. Pour les communes de moins de 10 000 habitants, une enquête de recensement portant sur toute la population est réalisée tous les cinq ans, les populations de référence des années intermédiaires étant quant à elles estimées par interpolation ou extrapolation. Pour la commune, le premier recensement exhaustif entrant dans le cadre du nouveau dispositif a été réalisé en 2008.

En 2022, la commune comptait 431 habitants, en évolution de −1,15 % par rapport à 2016 (Aisne : −1,97 %, France hors Mayotte : +2,11 %).
| 1793 | 1800 | 1806 | 1821 | 1831 | 1836 | 1841 | 1846 | 1851 |
| ---- | ---- | ---- | ---- | ---- | ---- | ---- | ---- | ---- |
| 230  | 197  | 221  | 243  | 276  | 334  | 321  | 348  | 362  |

| 1856 | 1861 | 1866 | 1872 | 1876 | 1881 | 1886 | 1891 | 1896 |
| ---- | ---- | ---- | ---- | ---- | ---- | ---- | ---- | ---- |
| 372  | 409  | 396  | 382  | 390  | 410  | 346  | 392  | 382  |

| 1901 | 1906 | 1911 | 1921 | 1926 | 1931 | 1936 | 1946 | 1954 |
| ---- | ---- | ---- | ---- | ---- | ---- | ---- | ---- | ---- |
| 402  | 382  | 370  | 150  | 262  | 301  | 276  | 201  | 209  |

| 1962 | 1968 | 1975 | 1982 | 1990 | 1999 | 2006 | 2008 | 2013 |
| ---- | ---- | ---- | ---- | ---- | ---- | ---- | ---- | ---- |
| 274  | 300  | 363  | 369  | 395  | 403  | 381  | 376  | 423  |

| 2018 | 2022 | - | - | - | - | - | - | - |
| ---- | ---- | - | - | - | - | - | - | - |
| 435  | 431  | - | - | - | - | - | - | - |

## Culture locale et patrimoine

### Lieux et monuments
- Église Saint-Médard.
- Monument aux morts.
- Calvaire.

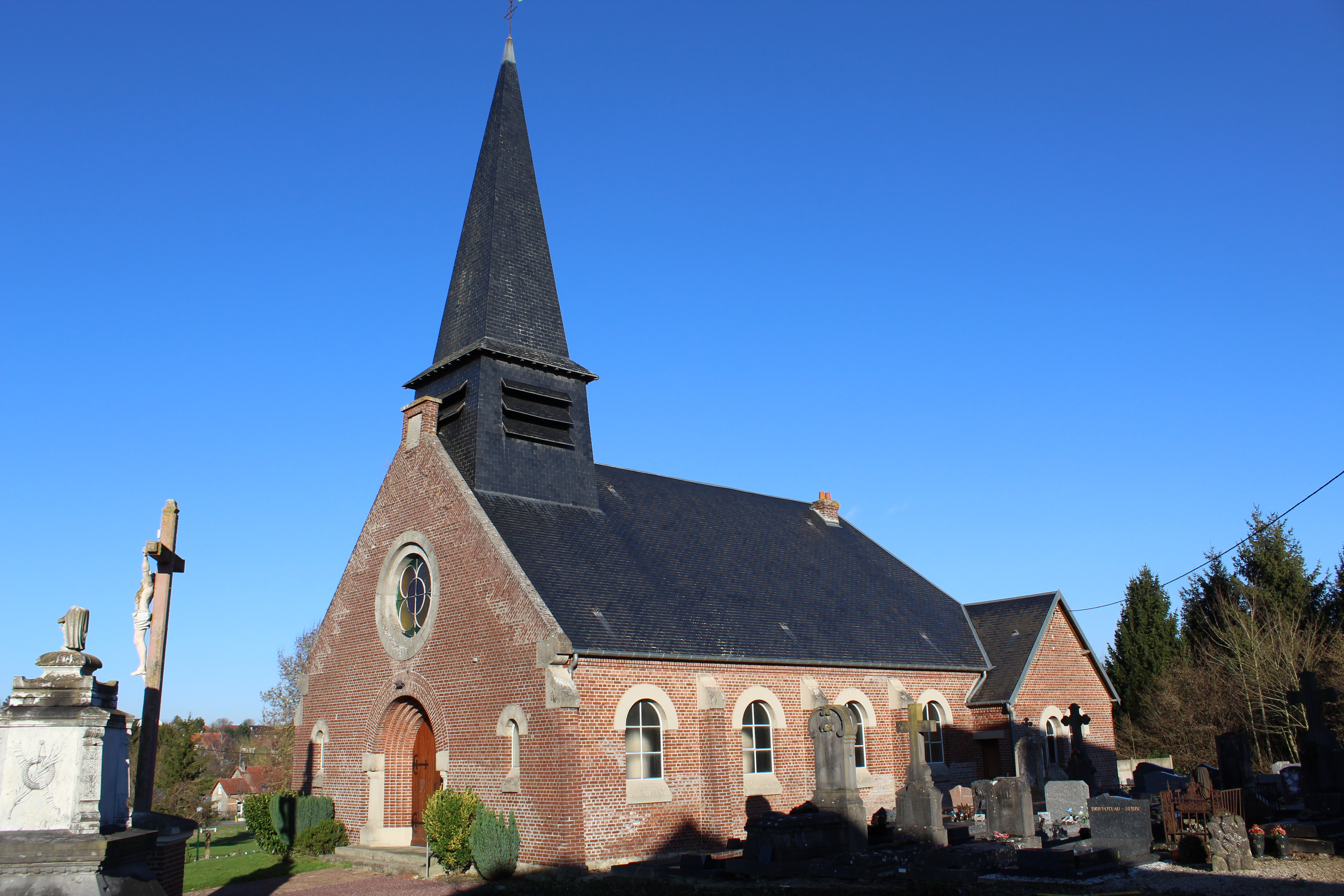
L'église Saint-Médard.
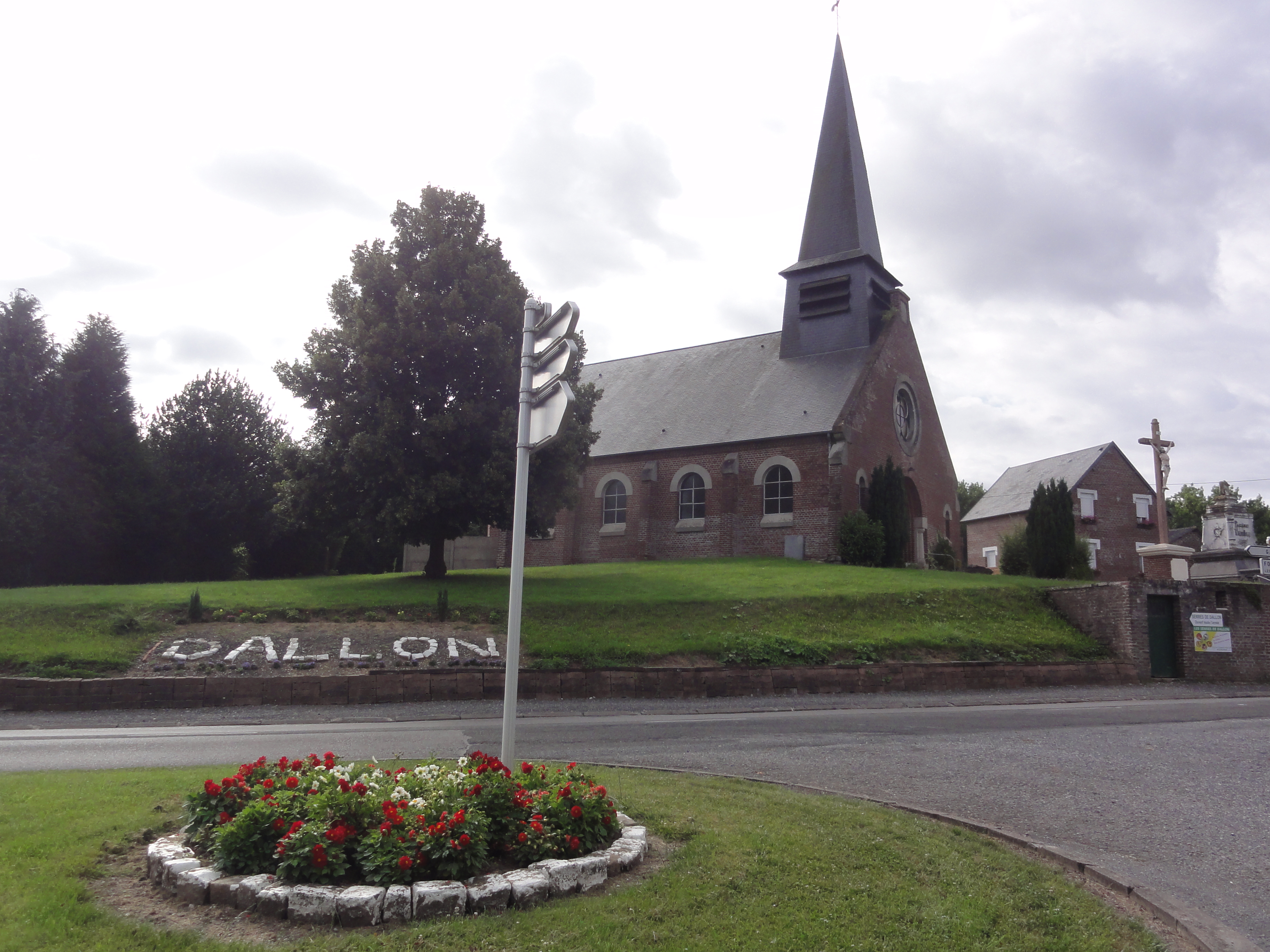
Église Saint-Médard au centre de Dallon.
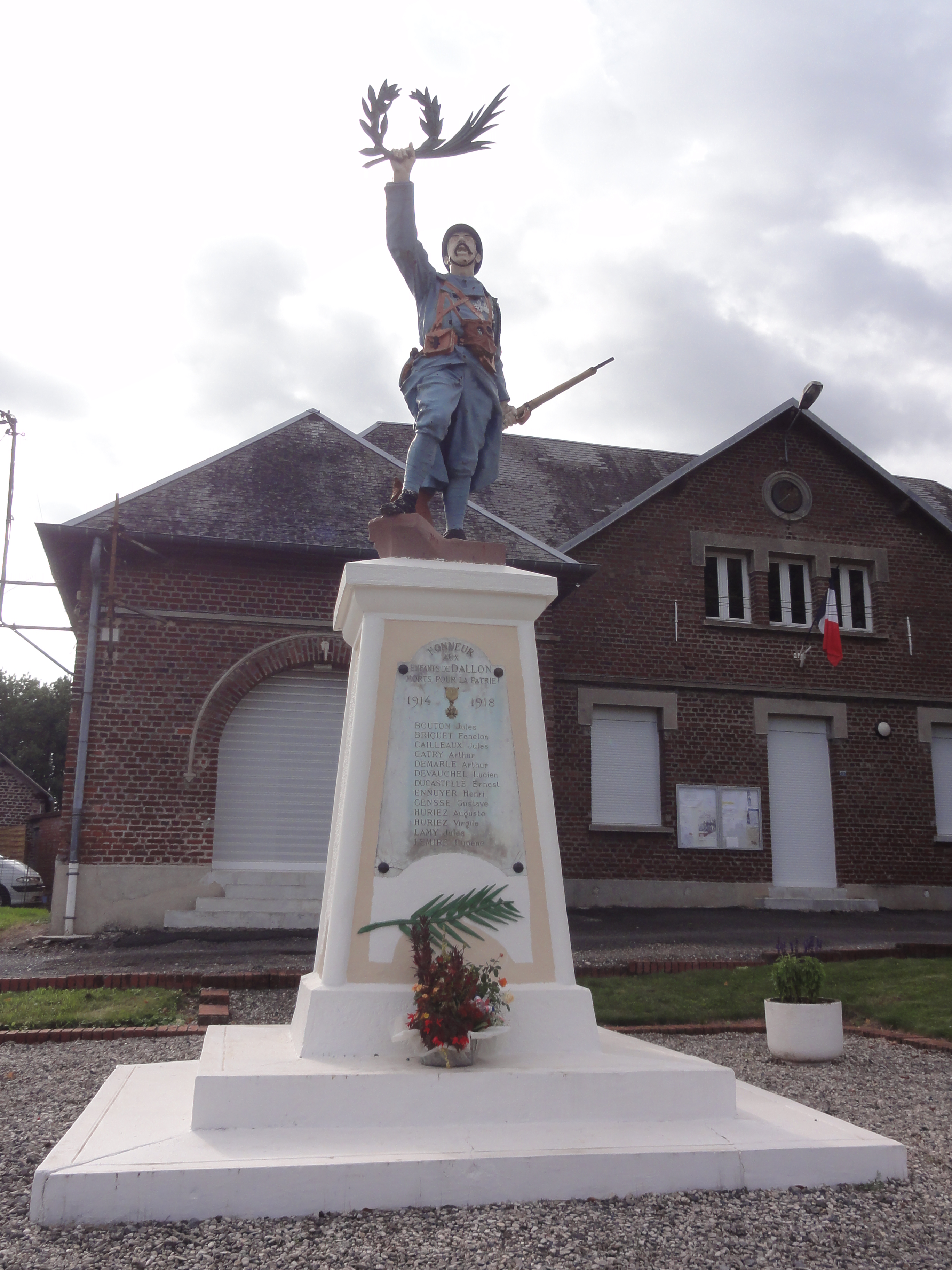
Monument aux morts.
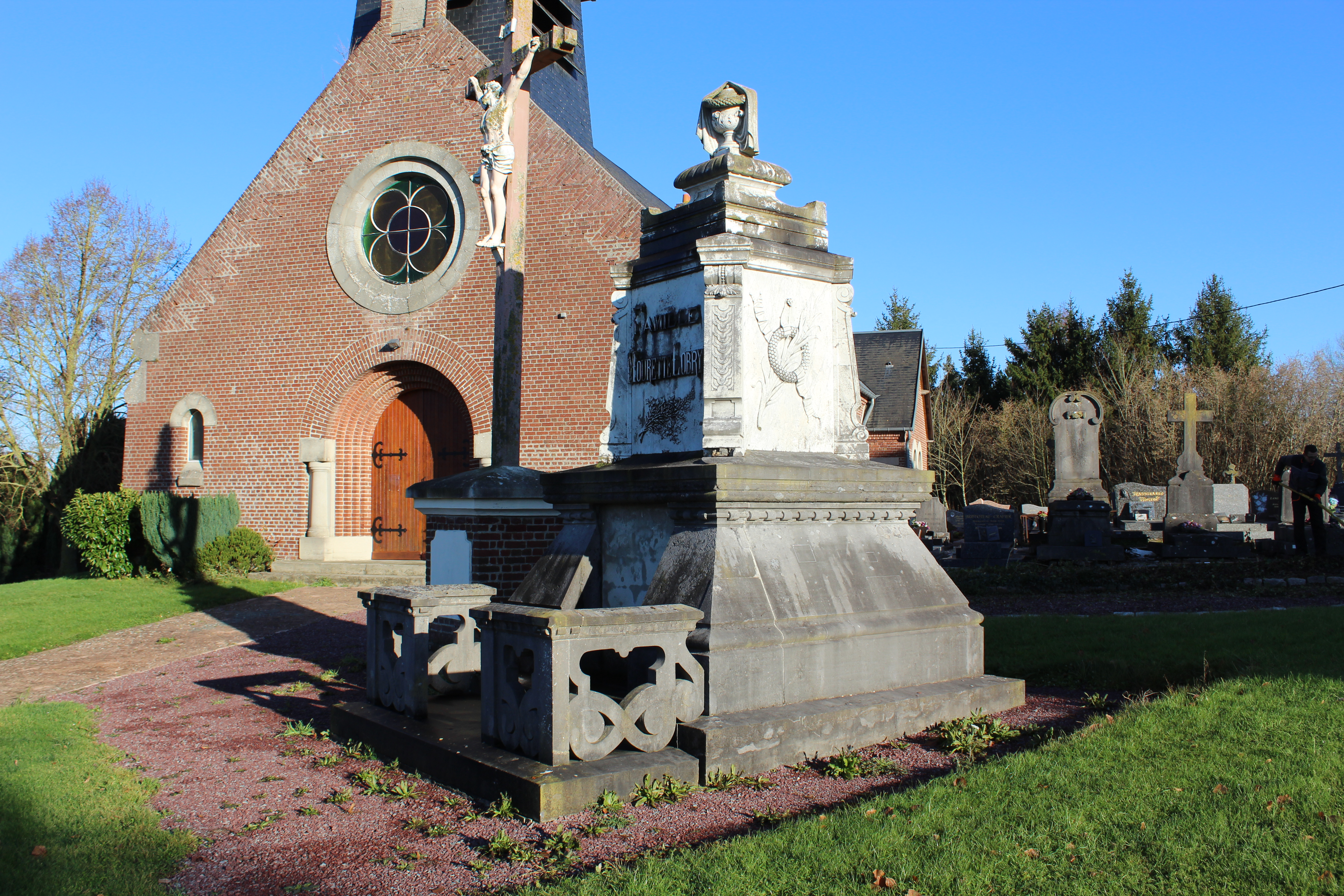
Tombeau devant l'église.
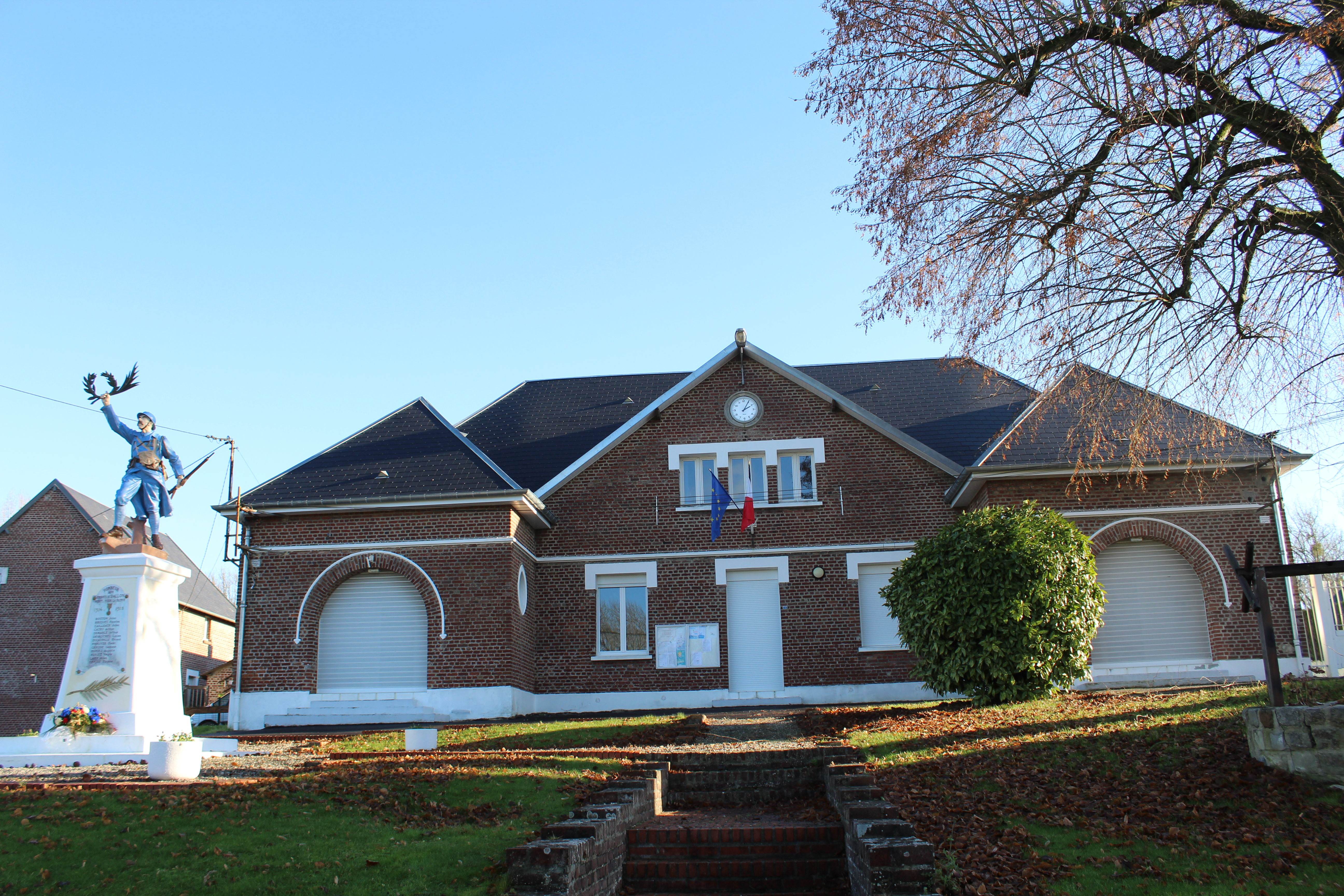
La mairie.

### Héraldique
| Blason de Dallon | Blason  | Échiqueté d'azur et d'or (de six tires) ; à la fasce ondée d'argent chargée de trois trèfles de sinople et brochant sur le tout. Ornements extérieursCroix de guerre 1914-1918 |
| Blason de Dallon | Détails | Le statut officiel du blason reste à déterminer. |

## Pour approfondir